# Porecatu
Porecatu ist ein brasilianisches Munizip im Bundesstaat Paraná. Es hat 11.624 Einwohner (2022), die sich Porecatuenser nennen. Seine Fläche beträgt 292 km². Es liegt 395 Meter über dem Meeresspiegel. Die Gemeinde ist Teil der Metropolregion Londrina.

## Etymologie
Porecatu bedeutet in Tupí-Guaraní Salto Bonito, zu deutsch Schöner Wasserfall.
Der Gründer erzählte folgende Geschichte zur Namensgebung. Im April 1941 kam Urbano Lunardelli mit dem Bauunternehmer, Arbeitern, einem Ingenieur und Technikern endgültig hier an. „Dann machten wir uns auf den Weg, um den Ort zu erreichen, an dem wir eine Stadt gründen wollten und der bereits auf den topografischen Karten der alten Siedlung eingezeichnet war.“ Auf der Karte gab es bereits ein Anwesen mit dem Namen Antenorbugo. Es ist offensichtlich, dass der Name von einem der Bewunderer von Dona Escolástica (Antenor) stammt, der die Fazenda Floresta genannte Gegend bewohnte. 
Die erste Kaffeepflanze wurde im Oktober desselben Jahres auf der Fazenda Canaã (deutsch: Kanaan) gepflanzt. Sie wurde von Ricardo Lunardelli so benannt, der sagte: „In Porecatu wurden zu Ehren der Natur Namen für das Pflanzenreich vergeben, für unsichtbare Techniker, die vom Menschen immer nachgeahmt, aber nie erreicht werden. Die Gründer von Porecatu zogen es vor, anstatt der Stadt oder einer Straße oder einem Platz ihren Namen zu geben, der Natur zu huldigen, die uns das Kanaan hinterlassen hat...“ Ein anderer beliebter Name war Capim, wegen des Flusses. Ricardópolis wurde vorgeschlagen, aber er lehnte ab. „Ich habe die Statue nicht aus übertriebener Bescheidenheit abgelehnt, so wie ich auch nicht zuließ, dass Porecatu, wie von Freunden gewünscht, nach mir Ricardópolis benannt wird.“ 
Im Jahr 1942 entschied er sich für Brasília, aber da es in Minas Gerais bereits ein solches gab, konnte es nicht registriert werden. Als überzeugter Verfechter und Kenner der Natur ließ sich Ricardo Lunardelli von der Landschaft inspirieren, die er hier sah, von den Flüssen und Bächen, die sich in Wasserfälle und Stromschnellen stürzten. Er suchte in der Sprache der Eingeborenen und verband die Wörter pore für Sprung, Stromschnelle und catu für gesund, würdig, schön, angenehm. Mit der Erhebung zum Distrikt 1943 wurde der Ortsname Porecatu amtlich eingetragen.

## Geschichte

### Landnahme in den 1940er Jahren
Im Rahmen des Programms Marcha para o Oeste der Regierung Vargas legte der Bundesinterventor von Paraná, Manuel Ribas, ein Landverteilungsprogramm auf. Er folgte dabei dem Muster des Homestead Act von Abraham Lincoln von 1862. Auf brachliegenden Urwaldflächen im Eigentum des Staats konnte sich jedermann niederlassen. Wer ein Stück Land von bis zu 200 Hektar sechs Jahre lang bewirtschaftet und selbst bewohnt hatte, bekam das Land zu eigen. Daraufhin strömten Anfang der 1940er Jahre dreitausend Familien aus den Staaten Sao Paulo und Minas Gerais in das Gebiet der heutigen Munizipien Porecatu und Centenário do Sul. Diese Posseiros (deutsch: Landbesetzer oder Squatter) fingen mit der Rodung und Urbarmachung des Lands an.
In derselben Zeit verschafften sich Geschäftsleute Besitzurkunden über dieselben Ländereien. Sie wurden Grileiros (deutsch: Land Grabber) genannt. Die Flächen von Porecatu hatte sich Ricardo Lunardelli angeeignet. Er und seine Söhne Urbano und João teilten es in Parzellen auf und verkauften diese auf langfristige Ratenzahlungen, so dass eine große Anzahl Siedler sich eine Parzelle leisten konnten. Er sicherte den Käufern zu, dass die Ländereien frei von Posseiros seien.

### Guerra de Porecatu
Als die neuen Eigentümer ihre Grundstücke in Besitz nehmen wollten, trafen sie die Posseiros an. Im Vertrauen auf die Zusagen der Regierung Manuel Ribas setzten sich diese zur Wehr. Die Grileiros engagierten Jagunços (bewaffnete private Sicherheitskräfte, Pistoleiros), die Posseiros mit Gewalt und allen Einschüchterungsmitteln zu vertreiben. Nun war Anfang 1947 Moisés Lupion zum Gouverneur gewählt worden. Er brach die Zusagen von Manuel Ribas und setzte nicht nur Polizeikräfte, sondern auch Militärpolizei und Grenzschutzkräfte aus dem Südwesten des Staats gegen die Posseiros ein. Das erste Zusammentreffen mit Bewaffneten und der Polizei fand am 28. August 1947 auf der Guaracy-Fazenda statt. Eine Gruppe von 12 Bewaffneten unter Führung von Leutnant João Paredes versuchte, die Besetzer von dem Land am Ufer des Paranapanema zu vertreiben. Auf Seiten der Rebellen starben vier Männer. 
Lupions Nachfolger Bento Munhoz da Rocha Neto kam am 31. Januar 1951 ins Amt. Er versuchte, friedlich mit den Landbesetzern zu verhandeln. Eine der vorgeschlagenen Alternativen war die Umsiedlung. Die Landbesetzer waren müde und wollten weg, so dass viele den Vorschlag zu akzeptieren bereit waren. Nun trat das Problem auf, dass sich kommunistische Parteifunktionäre (des PCB) einmischten und den Landbesetzerfamilien untersagten, aufzugeben. Angesichts der ausweglosen Situation beschloss die Regierung die Belagerung von Porecatu. Sie mobilisierte die Polizei von Paraná und São Paulo und sogar die Luftwaffe und das Grenzbataillon von Foz do Iguaçu. Am frühen Morgen des 17. Juli 1951 drang die Polizei in das von den Widerstandskämpfern kontrollierte Gebiet und in das Haus einiger PCB-Führer in Londrina ein und beendete so die Guerra de Porecatu, die auch Revolta do Quebra Milho genannt wurde. Nur 380 Familien konnten tatsächlich umgesiedelt werden, unter anderem auf Ländereien in Centenário do Sul und in Tuneiras do Oeste im Raum Campo Mourão.

### Wirtschaftliche Entwicklung
Die Familie Lunardelli förderte die Besiedlung der Region und gründete die Usina Central Paraná - Agricultura, den größten Industriekomplex für Zucker und Alkohol in Paraná, der Tausende von Arbeitsplätzen schuf und die Entwicklung und den Fortschritt der nördlichen Region von Paraná festigte. Mit dem Einstieg der Atalla-Gruppe 1972 wurde die Tätigkeit durch den Bau der neuen Zucker- und Alkoholfabrik weiter ausgedehnt.

### Erhebung zum Munizip
Porecatu wurde durch das Staatsgesetz Nr. 2 vom 10. Oktober 1947 in den Rang eines Munizips erhoben und am 5. November 1947 als Munizip installiert.

## Geografie

### Fläche und Lage
Porecatu liegt auf dem Terceiro Planalto Paranaense (der Dritten oder Guarapuava-Hochebene von Paraná) auf 22° 45′ 21″ südlicher Breite und 51° 22′ 44″ westlicher Länge. Seine Fläche beträgt 292 km². Es liegt auf einer Höhe von 395 Metern.

### Vegetation
Das Biom von Porecatu ist Mata Atlântica.

### Klima
In Porecatu herrscht tropisches Klima. Die meisten Monate im Jahr sind durch Niederschläge gekennzeichnet. Auf das Gesamtklima im Jahr haben die wenigen trockenen Monate nur wenig Einfluss. Die Klimaklassifikation nach Köppen und Geiger lautet Am. Im Jahresdurchschnitt liegt die Temperatur bei 22,7 °C. Innerhalb eines Jahres gibt es 1416 mm Niederschlag.

### Gewässer
Der Paranapanema bildet die nördliche Grenze des Munizips. Er ist hier noch vom Wasserkraftwerk Taquaruçu her aufgestaut. Im Osten wird das Munizip durch den Ribeirão Vermelho begrenzt, der zu einem etwa drei Kilometer breiten Seitenarm des Capivara-Stausees aufgestaut ist. Der nordwestliche Bereich des Munizips wird vom linken Paranapanema-Nebenfluss Ribeirão do Capim entwässert.

### Straßen
Porecatu ist über die PR-170 mit Rolândia im Süden und über die Paranapanema-Brücke mit dem Staat São Paulo im Norden verbunden. 

### Nachbarmunizipien
|                   | Taciba und Narandiba im Staat São Paulo     |                 |
| Centenário do Sul | Kompassrose, die auf Nachbargemeinden zeigt | Alvorada do Sul |
|                   | Florestópolis                               |                 |

## Stadtverwaltung
Bürgermeister: Fábio Luiz Andrade, PSD (2021–2024)
Vizebürgermeister: Agamemnon Augusto Araujo Paduan (2021–2024)

## Demografie

### Bevölkerungsentwicklung
| Jahr | Einwohner | Stadt | Land |
| ---- | --------- | ----- | ---- |
| 1960 | 20.776    | 25 %  | 75 % |
| 1970 | 22.277    | 32 %  | 68 % |
| 1980 | 21.464    | 62 %  | 38 % |
| 1991 | 17.102    | 70 %  | 30 % |
| 2000 | 15.881    | 78 %  | 22 % |
| 2010 | 14.189    | 81 %  | 19 % |
| 2022 | 11.624    |       |      |

Quelle: IBGE (2011) und Volkszählung 2022

### Ethnische Zusammensetzung
| Gruppe *    | 1991    | 2000    | 2010    | wer sich als …                                                                   |
| ----------- | ------- | ------- | ------- | -------------------------------------------------------------------------------- |
| Weiße       | 48,6 %  | 60,2 %  | 47,5 %  | weiß bezeichnet                                                                  |
| Schwarze    | 2,6 %   | 4,9 %   | 4,7 %   | schwarz bezeichnet                                                               |
| Gelbe       | 0,7 %   | 0,1 %   | 0,5 %   | von fernöstlicher Herkunft wie japanisch, chinesisch, koreanisch etc. bezeichnet |
| Braune      | 48,1 %  | 33,8 %  | 47,3 %  | braun oder als Mischung aus mehreren Gruppen bezeichnet                          |
| Indigene    | 0,0 %   | 0,6 %   | 0,0 %   | Ureinwohner oder Indio bezeichnet                                                |
| ohne Angabe | 0,0 %   | 0,4 %   | 0,0 %   |                                                                                  |
| Gesamt      | 100,0 % | 100,0 % | 100,0 % |                                                                                  |

*) Das IBGE verwendet für Volkszählungen ausschließlich diese fünf Gruppen. Es verzichtet bewusst auf Erläuterungen. Die Zugehörigkeit wird vom Einwohner selbst festgelegt.
Quelle: IBGE (Stand: 1991, 2000 und 2010)

## Wirtschaft

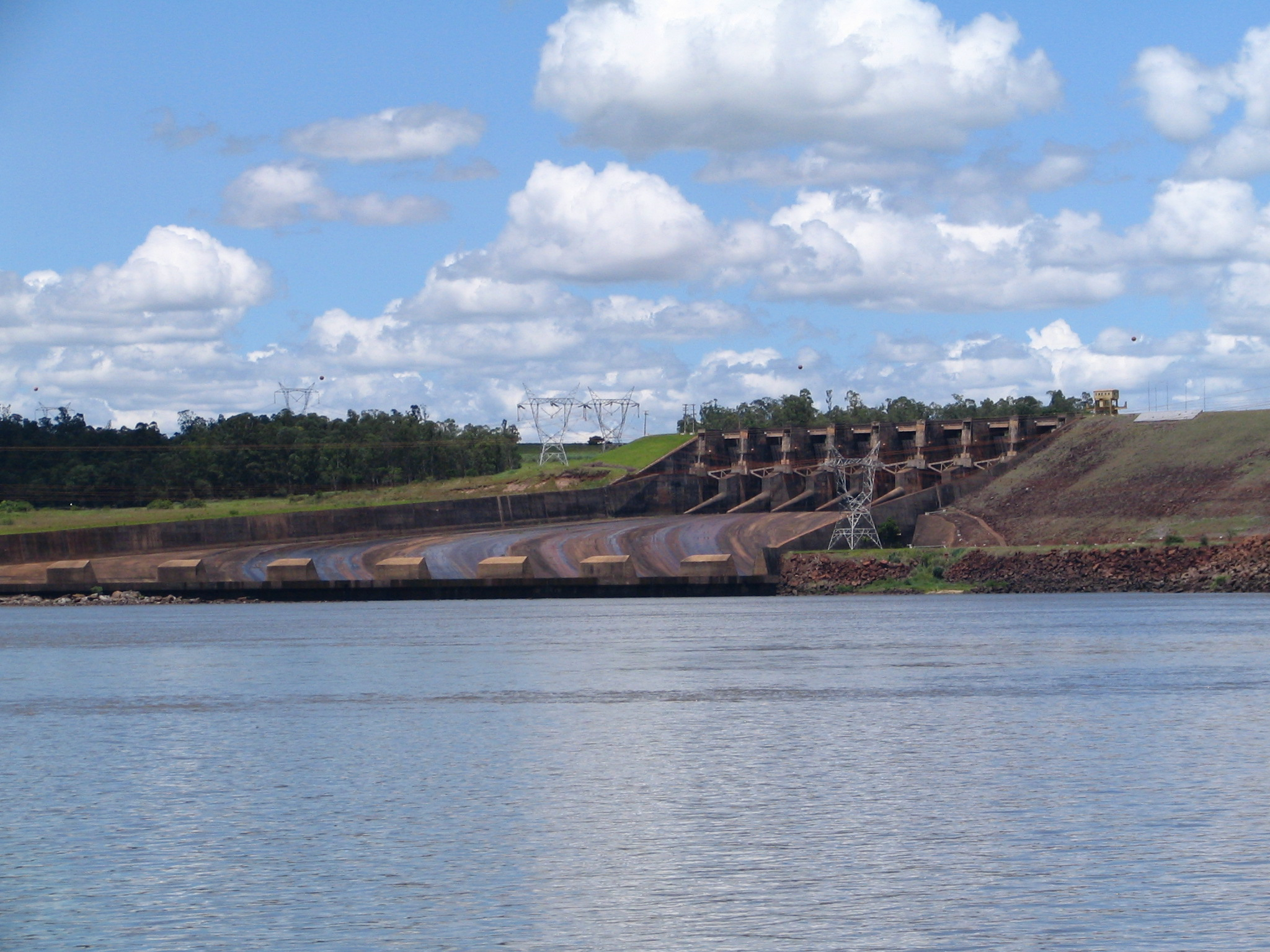
Capivara-Staudamm: Überlaufanlage

Im Norden von Porecatu liegt das Wasserkraftwerk Capivara der China Three Gorges Corporation. Das Munizip verfügt über 35 km Ufer des Capivara-Stausees und damit über erhebliches Potential für die Entwicklung des Fremdenverkehrs mit Wassersportarten und Sportangeln.  Neben all diesem Potenzial verfügt es über die drittgrößte Zucker- und Alkoholfabrik Lateinamerikas, die für die wirtschaftliche Entwicklung der Gemeinde und auch der Region verantwortlich ist.